# Danaa (Orazio Gentileschi)
Danaa je slika olje na platnu iz okoli leta 1623 italijanskega umetnika Orazia Gentileschija. Je primer italijanske baročne slike in je zdaj v zbirki muzeja J. Paul Getty v Los Angelesu.

## Zgodovina
Sliko je leta 1621 naročil Giovanni Antonio Sauli, ki je povabil Gentileschija v Genovo. Gentileschi je poleg Danae za Saulija naslikal številna dela, vključno s Spokorno Magdaleno ter Lotom in njegovimi hčerkami. Slika združuje caravaggiovski naturalizem, ki je vplival na zgodnejša Gentileschijeva dela, s toskansko liriko, ki jo je kasneje razvil.
Tema slike je starogrški mit o Danai, ki pripoveduje o tem, kako je Zevs, kralj bogov, obiskal Danao kot zlati dež, iz katerega zveze se je rodil Perzej. Mit velja za predhodnika krščanskega verovanja v Oznanjenju, božanskem spočetju Kristusa.
Orazijeva hči Artemisia Gentileschi je že prej upodobila Danao.
Slika je bila na dražbi pri Sotheby's New York 28. januarja 2016. Bila je najpomembnejša baročna slika, ki je bila naprodaj v zadnjih desetletjih, Getty pa jo je kupil za 30.500.000 ameriških dolarjev. Obešena je poleg Gentileschijevega Lota in njegovih hčera.

## Opis
Zevsov prihod je napovedal Eros, ki je odgrnil temnozeleno zaveso, da bi lahko padal zlati dež. Gentileschi uspeva združiti gibanje in dinamiko zlatnikov in padajočih trakov z vedrino Danaine kiparske fizičnosti in klasičnim šarmom. Danaa leži na svoji postelji in čaka, na beli žimnici, čez katero leži zlata odeja. Čeprav je figura precej čutna (žensko na sramnem predelu pokriva le prozorna tančica), jo je Orazio Gentileschi naslikal s tako milino in zmernostjo, da prizor ne zaide v vulgarnost: Danaa ostaja čedna figura, ki jo sprejema neizogibna usoda. Gre za popolnoma drugačno Danao od tiste, ki jo je naslikal Tizian, danes v muzeju Capodimonte v Neaplju, ki jo je Orazio morda videl v Rimu, ko je bila razstavljena v Palazzo Farnese. Slika zna združiti caravaggistični naturalizem, ki je vplival na zgodnejša Gentileschijeva dela, s toskansko liriko, ki jo je kasneje razvil.

## Izvor
- Leta 1621 naročil Giovanni Antonio Sauli, Genova;
- Po poreklu in dedovanju v družini;
- Thomas P. Grange, London, do 1975;
- Kdo ga je leta 1977 prodal Richardu L. Feigenu;
- Kdo je 2. oktobra 1998 prodal družinskemu skladu, sedanjemu pošiljatelju.